# توباجون
توباجون، دیناگات آیلندس (به لاتین: Tubajon, Dinagat Islands) یک سکونتگاه مسکونی در فیلیپین است که در دیناگات آیلندز واقع شده‌است.

## خصوصیات
توباجون ۹۰٫۰۰ کیلومترمربع مساحت و ۷٬۵۶۸ نفر جمعیت دارد.